# Стъдс Търкъл
Луис „Стъдс“ Търкъл (на английски: Louis "Studs" Terkel) е американски писател и радиожурналист. Майстор на интервюто. Наричан е „Гласът на Америка“.

## Биография
Луис Търкъл е роден в Ню Йорк на 16 май 1912 г. в семейството на евреите имигранти от Русия, Самуел Теркел, шивач, и Анна (Ани) Финкел, шивачка. Има двама братя, Майер (1905 – 1958) и Бен (1907 – 1965). Когато е 8-годишен, семейството му се премества в Чикаго, където преминава по-голямата част от живота му. Следва право в Чикагския университет, но след завършването си предпочита да започне работа в радиото. Връх в кариерата му е „Програмата на Стъдс Търкъл“, по радио WFMT Чикаго, която се излъчва всеки уикенд цели 45 години – между 1952 и 1997 г. Именно в това предаване той прави поредица знаменити интервюта, който стават запазена марка на неговата журналистика и основа на първата му книга „Гигантите на джаза“, излязла през 1956 г. Повечето от книгите му са посветени на историята САЩ, работи в специфичното направление „устна история“, т.е. история, основана на разкази на очевидци на събития – хамали, шейкъри, художници и работещи хора.
Най-известна е книгата му „Трудни времена: Устната история на Великата депресия“ (Hard Times: An Oral History of the Great Depression, 1970). За книгата „Добрата война“ (The Good War, 1984), третираща възприятието на американците за Втората световна война, като справедлива и благородна, в сравнение с Войната във Виетнам („мръсната“ война), получава награда „Пулицър“ през 1985 г.
Прозвището „Стъдс“ той получава след участието си в театрална постановка, в ролята на Стъдс Лониган, герой от романите на Дж. Т. Фарелот.
Освен работата в радиото и в телевизията, където също има собствени предавания, Стъдс Търкъл се снима и в киното.
Умира на 31 октомври 2008 г. в Чикаго.

## Признание и награди
През 1982 г. Търкъл е удостоен с титлата почетен доктор по хуманитаристика на Университета на Илинойс в Чикаго.
Награди: „Пулицър“ за нехудожествена литература (1985), награда „Пибоди“ (1980).
През 1997 г. Стъдс Търкъл е избран за член на Американската академия на изкуствата и науките. През същата година президентът Бил Клинтън го награждава с Националния медал за хуманитаристика.
През 2001 г. е удостоен с титлата почетен доктор по хуманитаристика на Северозападния университет.

## Семейство
Стъдс Търкъл е женен от 1939 г. за Ида (Айда) Юнис Голдбърг, родена на 8 май 1912 в Ашланд, Уисконсин в семейтвото на Луис и Мери Ф. Сакс Голдбърг, и двамата от Украйна, тогава в Руската империя. Почива на 23 декември 1999 г. в  Чикаго, Илинойс. Айда е социален активист.